# Ichneumon cunctator
Ichneumon cunctator är en stekelart som beskrevs av Müller 1776. Ichneumon cunctator ingår i släktet Ichneumon och familjen brokparasitsteklar. Inga underarter finns listade i Catalogue of Life.